# Йосіда (Сідзуока)

Йо́сіда (яп. 吉田町, よしだちょう, МФА: [joɕida t͡ɕoː]?) — містечко в Японії, в повіті Хайбара префектури Сідзуока. Розташоване в південній частині префектури, на березі Тихого океану. Отримало статус містечка 1949 року. Площа становить 20,84 км². Станом на 1 серпня 2011 року населення складало 29 915  осіб, густота населення — 1440 осіб/км². Основою економіки є сільське господарство, рибальство, хімічна промисловість.  